# Virusinterferenz
Unter Virusinterferenz versteht man die Wechselwirkung zweier Viren innerhalb eines Wirtes. Ein Virus kann sich hemmend auf die Vermehrung des anderen Virus auswirken, also die Infektion einer Wirtszelle durch den zweiten Virus ver- oder behindern oder aber die Vermehrung fördern. Die betroffenen Viren können, müssen aber nicht miteinander verwandt sein.
Virusinterferenz kann Auswirkungen auf Impfungen haben, da eine bestehende Virusinfektion die erhoffte Wirkung einer Lebendimpfung konterkarieren kann. So können die im Sommer eine Infektion verursachenden Enteroviren eine Virusinterferenz mit denen in der oralen Schluckimpfung nach Sabin enthaltenden Polioviren (ebenfalls ein Enterovirus) auslösen und die Ausbildung einer Immunität verhindern. Daher hatte man die Polio-Schluckimpfung im Winter durchgeführt.